# Strihnin
Strihnin je izjemno toksičen alkaloid rastlinskega izvora z molekulsko formulo C21H22N2O2. Po videzu je brezbarven kristal brez vonja, topen v vodi. 
Pridobiva se iz semen dreves iz rodu Strychnos, predvsem strihninovca (Strychnos nux-vomica), ki raste v Indiji in Jugovzhodni Aziji. Strihnin lahko skupaj z drugimi alkaloidi najdemo v semenih drevesa. Prvi ga je umetno sintetiziral ameriški kemik Robert Burns Woodward.
Uporablja se kot pesticid za uničevanje malih vretenčarjev, predvsem ptičev in podgan. Je nevrotoksin, kar pomeni, da deluje na živčevje; mehanizem delovanja temelji na njegovi podobnosti z glicinom, ki je inhibitorni živčni prenašalec. Kot antagonist glicina se veže na isti celični receptor in zasede vezavno mesto, ob tem pa ne aktivira receptorja, torej izniči inhibitorni učinek glicina. V zelo majhnih odmerkih tako deluje kot poživilo, v večjih pa se pričnejo pri človeku izražati simptomi zastrupitve: razdražljivost, težave z dihanjem, boleči mišični krči, ki lahko vodijo v vročico in poškodbe jeter ter ledvic, ipd. Simptomi se pojavijo v roku od 15 do 60 minut po zaužitju. Srednji smrtni odmerek za človeka je približno 100-120 mg, vendar ta podatek temelji na anekdotičnih primerih, saj sistematične raziskave niso bile opravljene. Protistrup za strihnin ne obstaja; zdravljenje zastrupitve se osredotoča na dekontaminacijo z aktivnim ogljem in blaženje simptomov.
Toksični in zdravilni učinki izvlečka semen dreves iz rodu Strychnos so v Jugovzhodni Aziji znani že tisočletja. V Evropo so jih prvič uvozili kot sredstvo za zatiranje glodavcev. Kmalu je kot izjemno učinkovit strup postal tudi priljubljeno morilsko sredstvo. Njegov sloves je izkoristila slavna angleška pisateljica Agatha Christie, ki je za svoj prvi detektivski roman, Skrivnostna zadeva v Stylesu, kot zaplet uporabila prav umor s strihninom.